# Vladimir Dremljuga
Vladimir Dremljuga rusky Дремлюга, Владимир Александрович (* 19. ledna 1940, Saratov – 26. května 2015) byl ruský disident a účastník demonstrace na Rudém náměstí v srpnu 1968 proti okupaci Československa.
Narodil se v ruském Saratově a vyrůstal na Ukrajině, kde jeho otec sloužil u námořnictva. Začal studovat francouzskou literaturu na Leningradské univerzitě, ze školy byl však vyloučen v roce 1964 za zesměšňování bývalého agenta KGB. V roce 1965 se přestěhoval do Moskvy, kde se živil jako elektrikář, topič či řidič.
V roce 1967 se začal stýkat se skupinou disidentů, mezi kterými byl i Pavel Litvinov. 29. července 1968 se účastnil předání dopisu československé ambasádě, který vyjadřoval podporu demokratickému vývoji v ČSSR. Na demonstraci na Rudém náměstí proti okupaci Československa, která se konala 25. srpna 1968, se dostavil s transparentem z roztrhaného prostěradla, který měl na jedno straně napsáno Свободу Дубчеку! (Svobodu pro Dubčeka!) a na druhé straně Позор оккупантам! (Hanba okupantům!). Spolu s ostatními demonstranty byl zatčen. Následně kladl pasivní odpor, když odmítal podepisovat protokoly z výslechů. Také mu byl nařízeno psychiatrické vyšetření, byl však prohlášen za příčetného.
Za účast na demonstraci byl odsouzen na tři roky v pracovních táborech. Byl vězněn v táborech v Murmansku, Lensku a Jakutsku. V Jakutsku byl za "pomlouvání Sovětského svazu před ostatními vězni" v roce 1971 odsouzen na další tři roky v pracovních táborech. Propuštěn na svobodu byl v roce 1974 několik dní před návštěvou tehdejšího amerického prezidenta Richarda Nixona, který se za jeho propuštění přimluvil. I nadále se však zastával vězněných osob.
V prosinci 1974 odešel do exilu a od roku 1975 do své smrti žil ve Spojených státech amerických.
V roce 2014 ho slovenský prezident Andrej Kiska vyznamenal slovenským státním vyznamenáním Medaile prezidenta Slovenské republiky. Téhož roku byl také Poslaneckou sněmovnou spolu s ostatními demonstranty z 25. srpna 1968 navržen na české státní vyznamenání Řád Tomáše Garrigua Masaryka, český prezident Miloš Zeman však vyznamenal pouze Natalju Gorbaněvskou.